# Bob Layton
Bob Layton, né le 25 septembre 1953 dans l'Indiana, est un auteur américain de comics qui a travaillé pour de nombreuses maisons d'éditions.

## Biographie
Il découvre les comics à l'âge de quatre ans grâce à sa sœur qui lui fait la lecture d'une histoire des Challengers of the Unknown. Pendant sa jeunesse, il en fait sa passion allant jusqu'à en revendre régulièrement après ses années de lycée dont CPL (Contemporary Pictorial Literature), le catalogue de ventes artisanal. C'est ainsi qu'il fait la rencontre de Roger Stern à Indianapolis en 1973.
S'étant lié d'amitié avec ce dernier, Bob Layton ne tarde pas avec lui à transformer CPL en fanzine consacré au comics qu'ils publient depuis l'appartement de Layton (une des premières publications de John Byrne s'y trouve). Pendant la deuxième moitié des années 1970, les deux amis s'associent avec Charlton Comics, période pendant laquelle Bob Layton va se rapprocher de Wallace Wood auprès duquel il apprend beaucoup.
Bob Layton débute en 1976 chez Marvel Comics en tant qu'encreur dans l'Iron Man (vol.I) #91 (paru dans le Strange n°93 de septembre 1977). Il encre ensuite les Champions #9 et 11-13 (parus dans Titans n°12 et 14 à 16 en 1978), appelés les Champions de Los Angeles en français. Il fait cependant une petite incursion chez DC Comics de 1977 à 1978 en encrant pendant plusieurs mois All Star Comics, Secret Society of Super-Villains, DC Super Stars et DC Special. En novembre et décembre 1977, il encre le premier numéro de Star Hunters de David Michelinie. Cette rencontre va s'avérer très importante lors de son retour chez Marvel à fin 1978. En effet, le duo Michelinie/Layton est celui qui va relancer Iron Man dont les ventes ont décliné depuis un certain temps. Il invente War Machine en 1979.
En 2020, il est inscrit au temple de la renommée Joe Sinnott en récompense pour sa carrière d'encreur.

## Publications

### Valiant Comics (1990-1998)
- X-O Manowar de Jim Shooter, Bob Layton & Jon Hartz
- Shadowman de Steve Englehart & David Lapham, Bob Layton
- Rai de Jim Shooter, Paul Creddick, Bob Layton, David Lapham
- Second Life of Dr. Mirage de Bob Layton & Bernard Chang

### Future Comics
- Metallix #0-6, 2002-2003, (avec la collaboration de David Michelinie, Ron Lim & Moose Baumann)
- Freemind #0-7, 2002-2003, (avec la collaboration de David Michelinie, Dick Giordano, Bob Hall, Mike Leeke & Tom Smith)
- Deathmask #1-3, 2003, (avec la collaboration de David Michelinie, Dick Giordano)

## Autres
- Zoom Suit (2005) animation de John Taddeo (Bob Layton - still art)

1. ↑  (en) George Marston, « 2020 Inkwell Award Winners », sur Newsarama, 13 août 2020.